# F 12 (sous-marin)
Pour les articles homonymes, voir F12.
Le F 12 est un sous-marin italien de la classe F, lancé pendant la Première Guerre mondiale et en service dans la Regia Marina.

## Caractéristiques
La classe F déplaçait 260 tonnes en surface et 320 tonnes en immersion. Les sous-marins mesuraient 46,63 mètres de long, avaient une largeur de 4,22 mètres et un tirant d'eau de 2,62 mètres. Ils avaient une profondeur de plongée opérationnelle de 40 mètres. Leur équipage comptait 2 officiers et 24 sous-officiers et marins.
Pour la navigation de surface, les sous-marins étaient propulsés par deux moteurs diesel FIAT de 325 chevaux-vapeur (cv) (239 kW) chacun entraînant deux arbres d'hélices. En immersion, chaque hélice était entraînée par un moteur électrique Savigliano de 250 chevaux-vapeur (184 kW). Ils pouvaient atteindre 12,3 nœuds (22,8 km/h) en surface et 8 nœuds (14,8 km/h) sous l'eau. En surface, la classe F avait une autonomie de 1 200 milles nautiques (2 222 km) à 9,3 noeuds (17,22 km/h); en immersion, elle avait une autonomie de 139 milles nautiques (257 km) à 1,5 noeuds (2,77 km/h).
Les sous-marins étaient armés de 2 tubes lance-torpilles à l'avant (proue) de 45 centimètres, pour lesquels ils transportaient un total de 4 torpilles. Sur le pont arrière se trouvait 1 canon antiaérien Armstrong de 76/30 mm pour l'attaque en surface. Ils étaient également équipés d'une mitrailleuse Colt de 6,5 mm.

## Construction et mise en service
Le F 12 est construit par le chantier naval FIAT-San Giorgio de La Spezia en Italie, et mis sur cale le 29 juillet 1915. Il est lancé le 30 novembre 1916 et est achevé et mis en service le 26 février 1917. Il est commissionné le même jour dans la Regia Marina.

## Historique
Une fois en service, le F 12 est affecté au Commandement maritime de La Spezia.
Sous le commandement du capitaine de corvette (capitano di corvetta) Tullio Bonamico, qui avait supervisé les dernières phases de sa construction et de son entraînement, il a effectué deux missions anti-sous-marines au sud du Capo Carbonara.
En mars 1917, il est plutôt affecté à Venise.
Le 13 juin 1918, à 9h15, sous le commandement du lieutenant de vaisseau (tenente di vascello) Alberto Marenco di Moriondo, il est la cible de tirs d'artillerie d'un torpilleur austro-hongrois au sud du cap Kamenjak (en italien : Cap Promontore), mais il s'en sort indemne. Peu après, il tire une torpille de 600 mètres sur un dragueur de mines ennemi, mais le manque. Sous le feu du navire, le F 12 plonge et dérive, pour revenir au port le 15 juin.

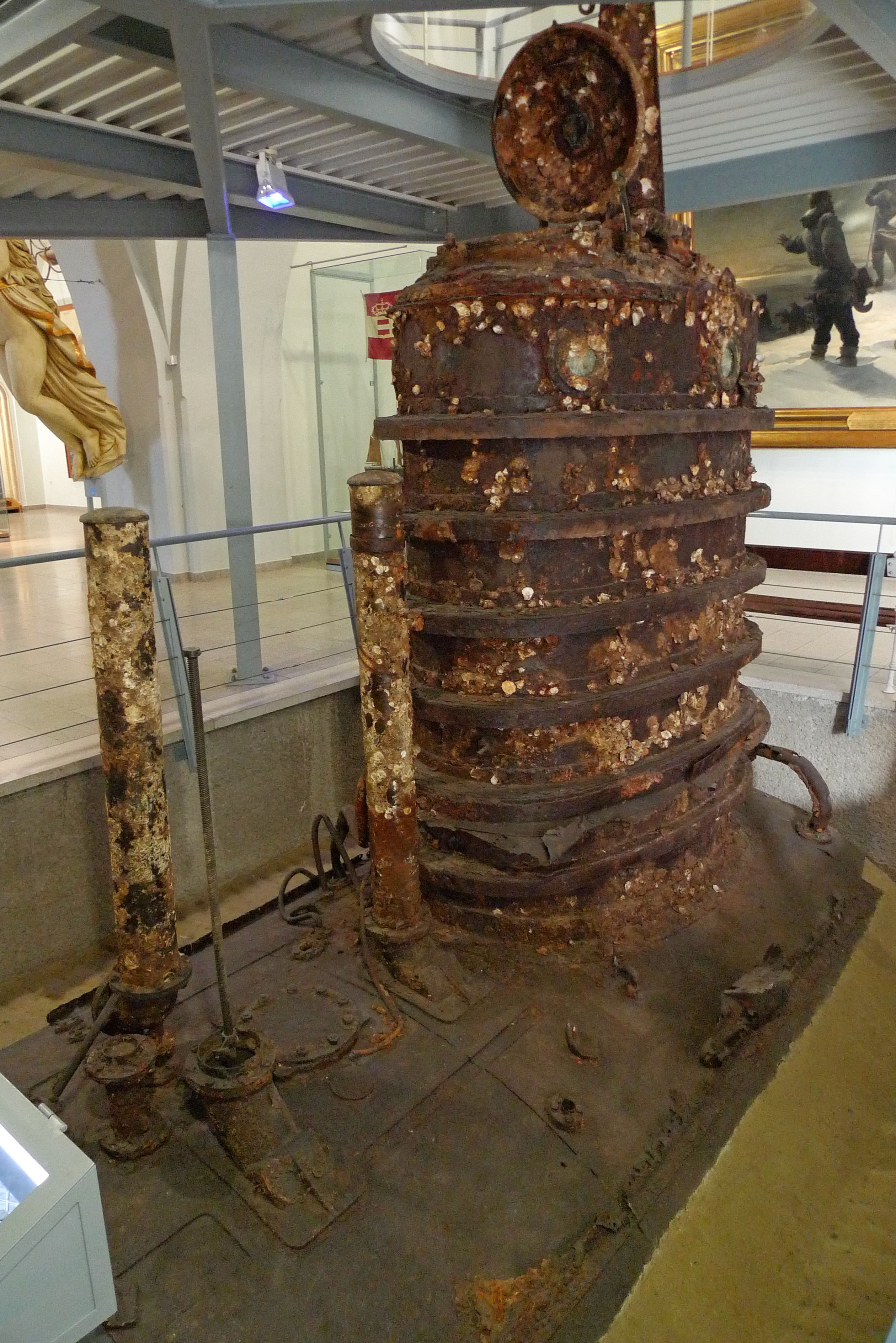
La tourelle du U-20, coulé par le F 12, exposée dans un musée à Vienne après la récupération du sous-marin

Le 4 juillet 1918 à 22h43, au large de l'embouchure du Tagliamento, près de Baseleghe, le sous-marin austro-hongrois SM U-20 est torpillé et coulé à la position géographique de 45° 29′ N, 13° 05′ E, sans survivants,, Les circonstances de l'action ne sont pas exactement claires: selon certaines sources, le F 12 a poursuivi le U-20 d'abord sous l'eau puis en surface, en ayant plus de vitesse, jusqu'au torpillage, tandis que selon d'autres sources, le sous-marin italien a attaqué le U-boot alors que ce dernier avait l'intention de recharger ses batteries.
Du 16 au 18 juillet 1918, il est en mission près de l'île de San Giovanni in Pelago et attaque, avec le lancement d'une torpille, un destroyer austro-hongrois de Classe Huszár, qui le manque.
Le 24 août, il est attaqué par des avions ennemis au sud du cap Kamenjak, mais il s'en sort indemne.
Dans l'après-guerre, il reste en Adriatique, basé alternativement à Pula ou à Venise, participant à des courses d'attaque et de lancement de torpilles.
Le 1er octobre 1925, il est affecté à la division sous-marine.
Déclassé et radié le 20 juillet 1929, il est mis au rebut.